# Tweede Kamerverkiezingen 1989/Kandidatenlijst/Centrumdemocraten
De kandidatenlijst voor de Tweede Kamerverkiezingen 1989 van de Lijst Janmaat / Centrumdemocraten was als volgt:

## De lijst
- vet: verkozen
- schuin: voorkeurdrempel overschreden

1. Hans Janmaat, 's-Gravenhage - 76.484 stemmen
2. Wil Schuurman, 's-Gravenhage - 1.286
3. Chiel Koning, Dordrecht - 384
4. Wim Bruyn, Amsterdam - 467
5. Wim Elsthout, Haarlem - 104
6. Wim Vreeswijk, Utrecht - 254
7. F. Castermans, Rotterdam - 355
8. H.A.W. Dekkers, Amsterdam - 241
9. Th.Q.M. Lubbers, Breda - 342
10. J. Morren, Utrecht - 96
11. R.C. Sangster, 's-Gravenhage - 65
12. Gerard Rieff, Rotterdam - 183
13. D. de Vos, Zutphen - 74
14. A.F. Honing, Haarlem - 36
15. N.J. Winkelman, Zoelen - 21
16. C.C.G. Poetiray, 's-Gravenhage - 56
17. J. van Prooijen, Utrecht - 81
18. F. Hofman, Amsterdam - 75
19. B. Hubbers-de Boer, Haarlem - 44
20. B. Sluijter, Amsterdam - 40
21. M.J. van 't Ende, Rotterdam - 82
22. H.A.W. Dekkers, Born - 151
23. P.J. van Hulst, Rotterdam - 75
24. J. van Rijswijk, Utrecht - 28
25. J. Groeneweg, Rotterdam - 82
26. J.C. Meijer, 's-Gravenhage - 19
27. M.C. Bosman-Galis, Utrecht - 34
28. Ruud Snijders, 's-Gravenhage - 29
29. M. Spanjersberg, Rotterdam - 87
30. Erwin Karselius, Amsterdam - 152

CDA · PvdA · VVD · D66 · SGP · Groen Links · GPV · RPF · VCN · SP · Humanistische Partij · Milieu Defensie Partij 2000+ · PDS · Realisten Nederland · AWP · Bejaarden Centraal · Vrouwenpartij · Socialistische Minderheden Partij · Centrumdemocraten · De Groenen · PPvO · VMP · SAP · Grote Alliance Partij · Staatkundige Federatie
1986 · 1989 · 1994 · 1998